# ニール・ラーセン
ニール・ラーセン（Neil Larsen、1948年8月7日 - ）は、アメリカのジャズ・キーボード奏者、音楽アレンジャー、作曲家。オハイオ州クリーブランドで生まれ、フロリダ州サラソータで育った後、ニューヨークに移り、1977年にはロサンゼルスへと移った。

## 略歴

### 生い立ち
ラーセンはオハイオ州クリーブランドで生まれ、フロリダ州サラソータで育った。ピアノを学び、ジャズ・アーティストのジョン・コルトレーン、マイルス・デイヴィス、モダン・ジャズ・カルテット、そして現代のロック演奏家たちからインスピレーションを得た。
1969年に、ベトナム戦争で奉仕するために徴兵された。ベトナム滞在中は、アメリカ海軍のための音楽エンターテインメントをコーディネートするバンド・ディレクターとして働いた。退役後、ミュージシャンとしての仕事を得るためニューヨークへとわたった。

### キャリア
1970年代初頭にニューヨークに滞在中、ラーセンはテレビのジングルを作曲し、さまざまなレコーディング・アーティストたちとのセッションで演奏した。ジャズ・ギタリストのバズ・フェイトンとフル・ムーンというバンドを結成し、セルフタイトルのデビュー・アルバムが1972年にリリースされた。また、ラーセンは一時的にソウル・サヴァイヴァーズのメンバーを務めている。TSOPレーベルからの1974年のセルフタイトル・アルバムでは、キーボード奏者、作曲家、編曲家として貢献した。1975年になると、グレッグ・オールマンのバンド・メンバーとしてツアーを開始した。
1977年、ラーセンはロサンゼルスに移り、トミー・リピューマ、ラス・タイトルマン、ハーブ・アルパートなどの音楽プロデューサーたちが手掛けたセッションで演奏した。これらのプロジェクトにより、ラーセンはアルパートのレコード会社であるA&Mレコードと契約し、ホライゾン・レーベルにてレコーディングを行った。ラーセンのファースト・アルバム『ジャングル・フィーヴァー』は1978年9月にリリースされた。ラーセンは、フェイトンを含むバンドとのリリースをサポートするためにアメリカをツアーした。
セカンド・アルバム『ハイ・ギア』のタイトルトラックは、1980年のグラミー賞のベスト・ロック・インストゥルメンタル・パフォーマンスにノミネートされた。このアルバムは、アメリカのビルボード・トップLP&テープ・チャートの153位まで達し、フェイトン、マイケル・ブレッカー、スティーヴ・ガッド、パウリーニョ・ダ・コスタからの音楽的な貢献が含まれていた。
ラーセンは、ジャズとロックのフュージョン・グループであるラーセン・ファクツ・バンドとラーセン＝フェイトン・バンドでフェイトンとさらに協力を行った。後者は1980年にワーナー・ブラザーズ・レコードから『ラーセン＝フェイトン・バンド』をリリースした。また、ラーセンの2007年のアルバム『Orbit』に貢献したギタリストのロベン・フォードと一緒にレコーディングし、ツアーを行った。
彼の作品は、とりわけジョージ・ベンソンとグレッグ・オールマンによってもレコーディングされている。ラーセンは、1985年から1986年にかけてマイルス・デイヴィスのラバーバンド・セッションに参加した。彼の歌「Carnival」は後にデイヴィスによって作品「Carnival Time」へとつなげられていった。
ラーセンは、リッキー・リー・ジョーンズ、ジョージ・ハリスン、ケニー・ロギンス、ドン・マクリーンなど、多くのロック・アーティストのセッション・ミュージシャンとして働いてきた.。彼は20世紀フォックス・テレビジョンの番組『ボストン・リーガル』のピアニスト兼ミュージカル・アレンジャーを務め、またジャズ歌手アル・ジャロウの音楽監督を務めた。
2008年からは、レナード・コーエンのバンド・メンバーとしてツアーとレコーディングを行った。ラーセンは、2012年から2013年にかけて、コーエンのアルバム『オールド・アイディア』に参加し、歌手として最後となるコーエンのワールド・ツアーに出演した。コーエンは定期的に彼を「今日のハモンドB-3オルガンの第一人者」とステージで紹介した。

## ディスコグラフィ

### リーダー・アルバム
- 『フル・ムーン』 - Full Moon (1972年、Douglas/Epic) ※フル・ムーン名義
- 『ジャングル・フィーヴァー』 - Jungle Fever (1978年、Horizon/A&M)
- 『ハイ・ギア』 - High Gear (1979年、Horizon/A&M)
- 『ラーセン＝フェイトン・バンド』 - Larsen-Feiten Band (1980年、Warner Bros.) ※ラーセン＝フェイトン・バンド名義
- 『フルムーン』 - Full Moon Featuring Neil Larsen & Buzz Feiten (1982年、Warner Bros.) ※ラーセン＝フェイトン・バンド名義
- 『スルー・エニー・ウィンドウ』 - Through Any Window (1987年、MCA)
- 『スムーズ・トーク』 - Smooth Talk (1989年、MCA)
- 『フル・ムーン・ライヴ』 - Full Moon Live (2002年、Dreamsville) ※フル・ムーン (ラーセン・フェイトン・バンド)名義。1980年&1983年ライブ録音
- Orbit (2007年、Straight Ahead)
- Forlana (2015年、Portico Records)